# Phạm Minh Toản
Phạm Minh Toản (sinh 1953) là đại biểu Quốc hội Việt Nam khóa 12, thuộc đoàn đại biểu Quảng Ngãi.

## Sự nghiệp
Ngày 20 tháng 6 năm 2011, tại Kỳ họp thứ nhất HĐND tỉnh Quảng Ngãi khóa XI nhiệm kỳ 2011-2016, đã bầu ông Phạm Minh Toản làm Chủ tịch HĐND tỉnh, bà Trương Thị Xuân Hồng làm Phó Chủ tịch HĐND tỉnh.